# Лучки (Харьковская область)
Лучки (укр. Лучки), поселок, 
Козиевский сельский совет,
Краснокутский район,
Харьковская область.
Код КОАТУУ — 6323583203. Население по переписи 2001 года составляет 8 (5/3 м/ж) человек.

## Географическое положение
Посёлок Лучки находится на расстоянии в 1 км от села Козиевка.
Посёлок окружён большим лесным массивом (дуб).
Через посёлок проходит узкоколейная железная дорога.

## История
- 1850 — дата основания.

## Экономика
- Лесничество.